# دونالد ماكميلان (سياسي)
دونالد ماكميلان هو سياسي كندي، ولد في 5 مارس 1835، وتوفي في 26 يوليو 1914. انتخب عضو مجلس الشيوخ الكندي ‏.